# Nauort
Nauort ist eine Ortsgemeinde im Westerwaldkreis in Rheinland-Pfalz. Sie gehört der Verbandsgemeinde Ransbach-Baumbach an.

## Geographie
Die Gemeinde liegt im Westerwald im Kannenbäckerland; die Gemarkung grenzt an die Kreise Mayen-Koblenz und Neuwied an. Nachbarorte sind Caan im Norden, Alsbach im Osten sowie der Bendorfer Stadtteil Stromberg im Süden. Touristisch anziehend ist die günstige Lage mitten im Burgendreieck Sayn-Isenburg-Grenzau. Zu Nauort gehören auch die Wohnplätze Augustushof, Waldfelderhof und Angushof Leutersberg.

## Geschichte
Der Name „Nauort“ entwickelte sich über „Naurodt“ (16. Jahrhundert, vgl. "Nauroth") aus „Nuenrohde“ (= neue Rodung; erste Erwähnung 1279).
Im 20. Jahrhundert war neben der Landwirtschaft die einheimische Bimsindustrie ein Haupterwerbszweig der Nauorter. Auch aus der Zugehörigkeit zum Kannenbäckerland um den bedeutenden Keramikstandort Höhr-Grenzhausen hat man Nutzen gezogen.
Statistik zur Einwohnerentwicklung
Die Entwicklung der Einwohnerzahl der Gemeinde Nauort, die Werte von 1871 bis 1987 beruhen auf Volkszählungen:
| Jahr | Einwohner |
| ---- | --------- |
| 1815 | 409       |
| 1835 | 555       |
| 1871 | 528       |
| 1905 | 670       |
| 1939 | 900       |
| 1950 | 1.063     |
| 1961 | 1.307     |

| Jahr | Einwohner |
| ---- | --------- |
| 1970 | 1.568     |
| 1987 | 1.996     |
| 1997 | 2.300     |
| 2005 | 2.329     |
| 2011 | 2.269     |
| 2017 | 2.223     |
| 2023 | 2.320     |

## Religion
Die zum Bistum Limburg gehörende katholische Pfarrgemeinde hat zu ihrem Kirchenpatron Johannes den Täufer.

## Politik

### Ortsgemeinderat
Der Ortsgemeinderat in Nauort besteht aus 16 Ratsmitgliedern, die bei der Kommunalwahl am 9. Juni 2024 in einer personalisierten Verhältniswahl gewählt wurden, und dem ehrenamtlichen Ortsbürgermeister als Vorsitzendem.
Die Sitzverteilung im Ortsgemeinderat:
| Wahl | SPD | CDU | FWG | FW | Gesamt   |
| ---- | --- | --- | --- | -- | -------- |
| 2024 | –   | 7   | 7   | 2  | 16 Sitze |
| 2019 | –   | 10  | 6   | –  | 16 Sitze |
| 2014 | –   | 10  | 6   | –  | 16 Sitze |
| 2009 | –   | 9   | 7   | –  | 16 Sitze |
| 2004 | 3   | 13  | –   | –  | 16 Sitze |

- FWG = Freie Wählergruppe der Ortsgemeinde Nauort
- FW = Freie Wähler

### Bürgermeister
Horst-Jürgen Freisberg (FWG) wurde am 1. Juli 2024 Ortsbürgermeister von Nauort. Bei der Direktwahl am 9. Juni 2024 war er mit 58,5 Prozent der abgegebenen Stimmen für fünf Jahre gewählt worden, wobei er sich gegen den Amtsinhaber durchsetzen konnte.
Freisbergs Vorgänger Dietmar Quernes (CDU) hatte das Amt im Juni 2019 von Frank Herrmann (CDU) übernommen. Zuvor waren Wolfgang Zirfas sowie Hubert Münzer Ortsbürgermeister von Nauort.

### Wappen
| Wappen von Nauort | Blasonierung: „Im Wellenschnitt schräglinks geteilt von Blau, Gold und Blau, oben und unten belegt mit je einem silbernen Wellenfaden, in Gold ein blauer Krug, oben und unten belegt mit je zwei silbernen Leisten.“                                                     |
| Wappen von Nauort | Wappenbegründung: Der Krug symbolisiert die Lage Nauorts im Kannenbäckerland, während der gelbe Hintergrund für den früher in Nauort abgebauten Sandstein steht. Die blauen Wellen symbolisieren den Brexbach und den Saynbach, die beide in der Nähe von Nauort fließen. |

### Gemeindepartnerschaften
Partnergemeinden sind die Gemeinden Condette in Frankreich und Oundle im  Vereinigten Königreich.

## Wirtschaft und Infrastruktur

### Öffentliche Einrichtungen
Nauort verfügt über ein Hallenbad, ein Dorfgemeinschaftshaus, einen katholischen Kindergarten sowie eine Sport- und Freizeitanlage mit einem Kunstrasenplatz.
Der Schulbezirk der Grundschule Nauort umfasst die Ortsgemeinden Alsbach, Caan, Nauort, Sessenbach und Wirscheid. Schulträger ist die Verbandsgemeinde Ransbach-Baumbach.

### Verkehr
- Westlich der Gemeinde verläuft die B 413, die von Koblenz nach Hachenburg führt.
- Die A 48 mit der Anschlussstelle Höhr-Grenzhausen (AS 12) liegt sechs Kilometer entfernt.
- Der nächstgelegene ICE-Halt ist der Bahnhof Montabaur an der Schnellfahrstrecke Köln–Rhein/Main.

## Persönlichkeiten

### Ehrenbürger
- 2019, 22. September: Hubert Münzer (* 1934), Lehrer und Kommunalpolitiker, verliehen zur Anerkennung seiner Verdienste um die Ortsgemeinde Nauort in rund 50 Jahren ehrenamtlicher Tätigkeit, darunter von 1974 bis 1999 als Ortsbürgermeister.[11][12]

### In Nauort geboren
- Uli Jungbluth (* 1953), Erziehungswissenschaftler